# Phrosinella fumosa
Phrosinella fumosa är en tvåvingeart som beskrevs av Allen 1926. Phrosinella fumosa ingår i släktet Phrosinella och familjen köttflugor. Inga underarter finns listade i Catalogue of Life.